# Kylie Ann Louw
Kylie Ann Louw (* 15. Januar 1989 in Johannesburg) ist eine südafrikanische Fußballspielerin.

## Leben
Louw wurde in Johannesburg geboren und wuchs bei ihren Eltern in Discovery, Roodepoort auf.

### Fußballkarriere

#### Im Verein
Sie startete ihre Fußballkarriere in der Tuks Combined School in Pretoria und spielte hier für die Tuks in der Sasol League, der höchsten Fußballliga für Frauen in Südafrika. Im Herbst 2009 ging Louw für ihr Physiologie-Studium an die Stephen F. Austin State University und spielt seitdem für das Lumberjacks Women Soccerteam.

#### Im Nationalteam
Louw wurde am 5. Juli 2012 für die Olympischen Sommerspiele 2012 in London nominiert und spielte für die Bayana Bayana gegen Schweden im ersten Spiel durch.

## Titel
- 2005: Beständigste Spielerin
- 2006: Spielerin des Jahres in Südafrika
- 2010: Southland Conference Co-Players of the Year[6]
- 2011: Southland Conference League Player of the Year[7]

## Privates
2006 errang sie an der University of Pretoria den „Highest Achievement in Physiology“ Award.